# João Franco

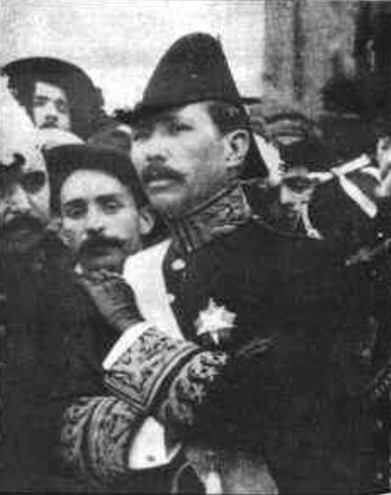
João Franco

João Ferreira Franco Pinto Castelo Branco [ʒu.'ɐ̃w̃ 'fɾɐ̃.ku] (Alcaide (Fundão), 14 februari 1855 - Anadia, 4 april 1929), was een Portugees politicus.

## Levensloop
Franco studeerde rechten aan de Universiteit van Coimbra. Tijdens zijn rechtenstudie werd hij lid van de conservatief-liberale Partido Regenerador. In 1884 werd hij voor de eerste keer in de Cortes (Portugees parlement) gekozen. In januari 1890 werd hij als minister van Financiën in het kabinet van premier António de Serpa Pimentel benoemd. In 1891 werd Franco minister van Publieke Werken, Handel en Industrie in het kabinet-Cristóstomo (tot 1892) en van februari 1892 tot februari 1897 van het minister van de Kroon in het kabinet-Hintze Ribeiro. In die laatste functie verwierf hij invloed aan het hof. 
In 1900 stierf de voorzitter van de Partido Regenerador, Serpa Pimentel en volgde Hintze Ribeiro hem als partijvoorzitter op. Al spoedig raakte Franco in conflict met de nieuwe partijvoorzitter en met zijn aanhangers trad Franco in 1901 uit de partij en stichtte de Partido Regenerador Liberal (PRL), waarvan hijzelf als voorzitter optrad. 
Toen Franco zijn nieuwe partij stichtte was het onrustig in Portugal. Koning Karel I (Dom Carlos I) was impopulair, de twee grootste monarchistische partijen, de Partido Regenerador en de Partido Progressista lagen voortdurend met elkaar overhoop. Daar kwam bij dat de invloed van de Partido Republicano Português en de andere republikeinse partijen toenam onder de bevolking. 
Op 19 mei 1906 benoemde de koning João Franco tot minister-president (president van de regeringsraad). Franco, een overtuigd monarchist, zag het als zijn taak de monarchie opnieuw populair te maken. Volgens hem waren de oude partijen en hun onderlinge gekibbel schuldig aan het slechte imago van de monarchie onder koning Karel I. Franco probeerde de oude partijen samen met zijn eigen partij te verenigen tegen de republikeinen. Aanvankelijk trachtte Franco zich populair te maken door middel van hervormingen. Hij werd hierin gesteund door de koning. De koning begon zich zelfs rechtstreeks te bemoeien met het regeringsbeleid en nam geregeld deel aan de zittingen van het kabinet. Bij de verkiezingen van juni 1906 behaalde de PRL een parlementsmeerderheid. Er werden vier republikeinen in het parlement gekozen, waaronder Afonso Costa, de later premier. 

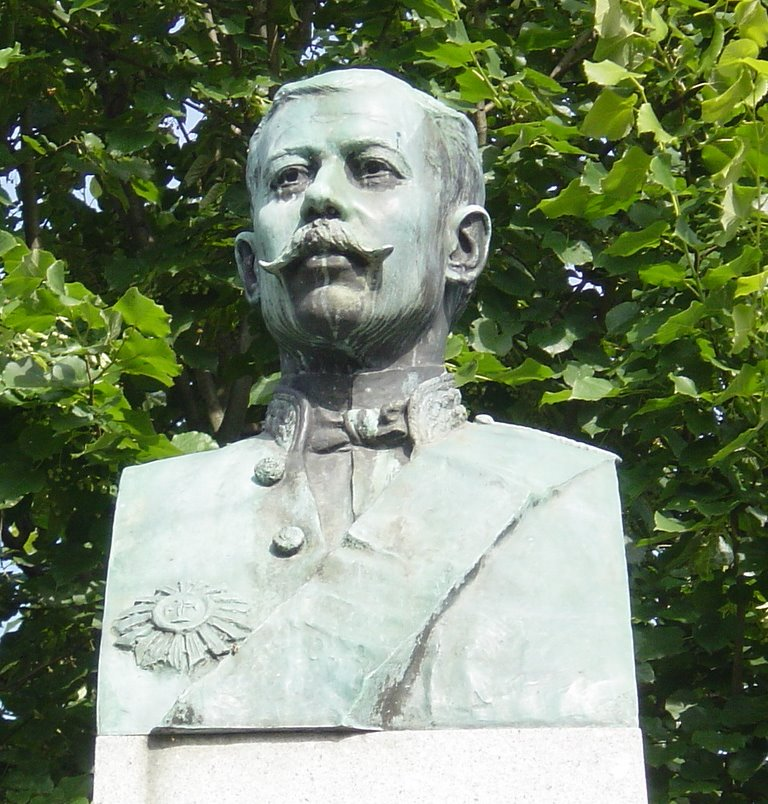
Borstbeeld van João Franco in Guimarães

Aanvankelijk zocht Franco toenadering tot de republikeinen, maar deze wezen de toenaderingspogingen van de premier van de hand. Toen Afonso Costa tijdens een parlementszitting onvriendelijke woorden sprak over de koning, werden de republikeinen voor de duur drie maanden uit het parlement geweerd. Bij een daaropvolgende republikeinse betoging werden 63 demonstranten gevangengenomen. In Porto werd een protestbijeenkomst van republikeinen gehouden waaraan 12.000 mensen deelnamen. Zij stelden een petitie op met het verzoek de republikeinse kamerleden weer toe te laten tot de Cortes. Ca. 45.000 personen ondertekenden de petitie en Franco stond de republikeinen toe hun zetels in het parlement weer in te nemen (21 december 1906).
Franco nam nu zijn toevlucht tot repressieve maatregelen. Hij scherpte de perscensuur aan en beperkte de macht van het parlement. Hij regeerde voortaan per decreet en liet de wetten tekenen door de koning zonder dezen door een volksvertegenwoordiging te laten goedkeuren. Ofschoon de koning langzaam maar zeker doorkreeg dat de kloof tussen hem en het volk steeds groter werd, durfde hij Franco niet te ontslaan en terug te keren tot het parlementair stelsel, daar dit vrijwel zeker het einde van de monarchie betekende. In januari 1908 werd een gezamenlijk, tegen de monarchie en Franco gericht, complot van republikeinen en leden van de Partido Progressista ontdekt. De regering liet de leiders van het complot arresteren en veroordelen. Franco liet de koning een wet tekenen waarin werd bepaald dat republikeinen konden worden verbannen naar Portugese koloniën (31 januari 1908). 
Eén dag na het tekenen van de wet, op 1 februari 1908, werden koning Karel I en zijn oudste zoon, kroonprins Luís Filipe, hertog van Bragança, in een open rijtuig doodgeschoten door een republikeinse fanaticus. Koningin Amélie en de tweede zoon van de koning, Dom Manuel, raakten slechts lichtgewond. 
Dom Manuel werd na de koningsmoord onder de naam Manuel II, de nieuwe koning van Portugal. Hij gaf Franco's dictatoriale beleid mede de schuld voor de haat jegens de koninklijke familie, die uiteindelijk resulteerde in de moorden. Op 4 februari 1908 ontsloeg hij premier Franco. Franco's opvolgers (w.o. Francisco Joaquim Ferreira do Amaral) draaiden zijn repressieve maatregelen terug. Dit kon echter niet verhinderen dat op 5 oktober 1910 een revolutie uitbrak en de republiek werd uitgeroepen.
Franco wordt heden ten dage gezien als de eerste moderne dictator in West-Europa. Voor zijn aandeel in de val van de monarchie verkreeg hij de bijnaam "doodgraver van de Portugese monarchie." 
- Biblioteca Nacional de España: XX5163639
- Bibliothèque nationale de France: cb128831056 (data)
- Gemeinsame Normdatei: 119280884
- International Standard Name Identifier: 0000 0001 0777 0655
- Library of Congress Control Number: n85078083
- Système universitaire de documentation: 073385514
- Virtual International Authority File: 9976364
- WorldCat: E39PBJpV4bttwCHQg46XXYqG73